# Ronde van Gévaudan Languedoc-Roussillon 2014
De 28e editie van de wielerwedstrijd Ronde van Gévaudan Languedoc-Roussillon vond in 2014 plaats op 27 en 28 september. De wedstrijd startte in Badaroux en eindigde in  Mende. De ronde maakte deel uit van de UCI Europe Tour 2014, in de categorie 2.1. In 2013 won de Fransman Yoann Bagot. Deze editie werd gewonnen door de Spanjaard Amets Txurruka.

## Deelnemende ploegen
| WorldTour        | ProContinentaal              | Continentaal           |
| ---------------- | ---------------------------- | ---------------------- |
| AG2R La Mondiale | Cofidis                      | BigMat-Auber 93        |
| Europcar         | Bretagne-Séché Environnement | La Pomme Marseille     |
| FDJ.fr           | Caja Rural-Seguros RGA       | Bike Aid-Ride for Help |
|                  | Wanty-Groupe Gobert          | Burgos-BH              |
|                  |                              | Vorarlberg             |
|                  |                              | Wallonie-Bruxelles     |

## Etappe-overzicht
| etappe | datum        | start    | finish | type      | afstand | winnaar           | klassementsleider |
| ------ | ------------ | -------- | ------ | --------- | ------- | ----------------- | ----------------- |
| 1e     | 27 september | Badaroux | Chanac | Heuvelrit | 145 km  | Thomas Degand     | Thomas Degand     |
| 2e     | 28 september | Mende    | Mende  | Heuvelrit | 146 km  | Alexis Vuillermoz | Amets Txurruka    |

## Etappe-uitslagen

### 1e etappe
| Badaroux – Chanac (145 km) |                    |                              |          |
| Plaats                     | Naam               | Ploeg                        | Tijd     |
| Winnaar                    | Thomas Degand      | Wanty-Groupe Gobert          | 3u32'38" |
| 2                          | Amets Txurruka     | Caja Rural-Seguros RGA       | z.t.     |
| 3                          | Boris Dron         | Wallonie-Bruxelles           | + 7"     |
| 4                          | Christophe Laborie | Bretagne-Séché Environnement | + 26"    |
| 5                          | Peio Bilbao        | Caja Rural-Seguros RGA       | z.t.     |
| 6                          | Alexis Vuillermoz  | AG2R La Mondiale             | z.t.     |
| 7                          | Angélo Tulik       | Europcar                     | + 28"    |
| 8                          | Romain Hardy       | Cofidis                      | z.t.     |
| 9                          | Michel Kreder      | Wanty-Groupe Gobert          | z.t.     |
| 10                         | Nicolas Edet       | Cofidis                      | z.t.     |

| Algemeen klassement |                    |                              |          |
| Plaats              | Naam               | Ploeg                        | Tijd     |
| Gele trui           | Thomas Degand      | Wanty-Groupe Gobert          | 3u32'28" |
| 2                   | Amets Txurruka     | Caja Rural-Seguros RGA       | + 4"     |
| 3                   | Boris Dron         | Wallonie-Bruxelles           | + 13"    |
| 4                   | Christophe Laborie | Bretagne-Séché Environnement | + 36"    |
| 5                   | Peio Bilbao        | Caja Rural-Seguros RGA       | z.t.     |
| 6                   | Alexis Vuillermoz  | AG2R La Mondiale             | z.t.     |
| 7                   | Angélo Tulik       | Europcar                     | + 38"    |
| 8                   | Romain Hardy       | Cofidis                      | z.t.     |
| 9                   | Michel Kreder      | Wanty-Groupe Gobert          | z.t.     |
| 10                  | Nicolas Edet       | Cofidis                      | z.t.     |

### 2e etappe
| Mende – Mende (146 km) |                   |                        |          |
| Plaats                 | Naam              | Ploeg                  | Tijd     |
| Winnaar                | Alexis Vuillermoz | AG2R La Mondiale       | 3u44'28" |
| 2                      | Thibaut Pinot     | FDJ.fr                 | z.t.     |
| 3                      | Romain Hardy      | Cofidis                | z.t.     |
| 4                      | Mikaël Cherel     | AG2R La Mondiale       | z.t.     |
| 5                      | Ángel Madrazo     | Caja Rural-Seguros RGA | z.t.     |
| 6                      | Théo Vimpère      | BigMat-Auber 93        | z.t.     |
| 7                      | Rémy Di Grégorio  | La Pomme Marseille     | z.t.     |
| 8                      | Maxime Méderel    | Europcar               | z.t.     |
| 9                      | Peio Bilbao       | Caja Rural-Seguros RGA | z.t.     |
| 10                     | Amets Txurruka    | Caja Rural-Seguros RGA | z.t.     |
|                        |                   |                        |          |
| 14                     | Reinier Honig     | Vorarlberg             | + 22"    |
| 26                     | Thomas Degand     | Wanty-Groupe Gobert    | z.t.     |

## Eindklassementen
| Plaats    | Naam                 | Ploeg                        | Tijd     |
| --------- | -------------------- | ---------------------------- | -------- |
| Gele trui | Amets Txurruka       | Caja Rural-Seguros RGA       | 7u17'00" |
| 2         | Thomas Degand        | Wanty-Groupe Gobert          | + 18"    |
| 3         | Alexis Vuillermoz    | AG2R La Mondiale             | + 22"    |
| 4         | Thibaut Pinot        | FDJ.fr                       | + 28"    |
| 5         | Romain Hardy         | Cofidis                      | + 30"    |
| 6         | Boris Dron           | Wallonie-Bruxelles           | + 31"    |
| 7         | Peio Bilbao          | Caja Rural-Seguros RGA       | + 32"    |
| 8         | Ángel Madrazo        | Caja Rural-Seguros RGA       | + 34"    |
| 9         | Rémy Di Grégorio     | La Pomme Marseille           | z.t.     |
| 10        | Théo Vimpère         | BigMat-Auber 93              | z.t.     |
| 11        | Christophe Laborie   | Bretagne-Séché Environnement | + 54"    |
| 12        | Angélo Tulik         | Europcar                     | + 56"    |
| 13        | Nicolas Edet         | Cofidis                      | z.t.     |
| 14        | Javier Aramendia     | Caja Rural-Seguros RGA       | z.t.     |
| 15        | David Belda          | Burgos-BH                    | z.t.     |
| 16        | Marcos García        | Caja Rural-Seguros RGA       | z.t.     |
| 17        | Vegard Stake Laengen | Bretagne-Séché Environnement | z.t.     |
| 18        | Moisés Dueñas        | Burgos-BH                    | z.t.     |
| 19        | Jesús del Pino       | Burgos-BH                    | z.t.     |
| 20        | Kenny Elissonde      | FDJ.fr                       | + 1'02"  |
|           |                      |                              |          |
| 23        | Michel Kreder        | Wanty-Groupe Gobert          | + 1'15"  |

| Plaats      | Naam             | Ploeg                  | Punten |
| ----------- | ---------------- | ---------------------- | ------ |
| Groene trui | Thomas Rostollan | La Pomme Marseille     | 20     |
| 2           | Amets Txurruka   | Caja Rural-Seguros RGA | 16     |
| 3           | Boris Dron       | Wallonie-Bruxelles     | 14     |

| Plaats        | Naam              | Ploeg                        | Punten |
| ------------- | ----------------- | ---------------------------- | ------ |
| Bolletjestrui | Ángel Madrazo     | Caja Rural-Seguros RGA       | 31     |
| 2             | Clément Koretzky  | Bretagne-Séché Environnement | 14     |
| 3             | Alexis Vuillermoz | AG2R La Mondiale             | 13     |
|               |                   |                              |        |
| 17            | Antoine Demoitié  | Wallonie-Bruxelles           | 2      |

| Plaats     | Naam          | Ploeg                  | Tijd     |
| ---------- | ------------- | ---------------------- | -------- |
| Witte trui | Thibaut Pinot | FDJ.fr                 | 7u17'28" |
| 2          | Peio Bilbao   | Caja Rural-Seguros RGA | + 4"     |
| 3          | Théo Vimpère  | BigMat-Auber 93        | + 6"     |
|            |               |                        |          |
| 9          | Tom Dernies   | Wallonie-Bruxelles     | + 19'36" |

## Klassementenverloop
| Etappe       | Winnaar           | Algemeen klassement · | Puntenklassement · | Bergklassement · | Jongerenklassement · |
| ------------ | ----------------- | --------------------- | ------------------ | ---------------- | -------------------- |
| 1            | Thomas Degand     | Thomas Degand         | Amets Txurruka     | Ángel Madrazo    | Peio Bilbao          |
| 2            | Alexis Vuillermoz | Amets Txurruka        | Thomas Rostollan   | Ángel Madrazo    | Thibaut Pinot        |
| 0Eindstanden | 0Eindstanden      | Amets Txurruka        | Thomas Rostollan   | Ángel Madrazo    | Thibaut Pinot        |

## UCI Europe Tour
In deze Ronde van Gévaudan Languedoc-Roussillon waren punten te verdienen voor de ranking in de UCI Europe Tour 2014. Enkel renners die uitkwamen voor een (pro-)continentale ploeg, maakten aanspraak om punten te verdienen.
| Positie                      | 1e | 2e | 3e | 4e | 5e | 6e | 7e | 8e | 9e | 10e | 11e | 12e |
| Eindklassement               | 80 | 56 | 32 | 24 | 20 | 16 | 12 | 8  | 7  | 6   | 5   | 3   |
| Per etappe                   | 16 | 11 | 6  | 5  | 4  | 2  |    |    |    |     |     |     |
| Drager leiderstrui (per dag) | 8  |    |    |    |    |    |    |    |    |     |     |     |

| Nr. | Renner             | Ploeg                        | Punten |
| --- | ------------------ | ---------------------------- | ------ |
| 1   | Amets Txurruka     | Caja Rural-Seguros RGA       | 91     |
| 2   | Thomas Degand      | Wanty-Groupe Gobert          | 80     |
| 3   | Romain Hardy       | Cofidis                      | 26     |
| 4   | Boris Dron         | Wallonie-Bruxelles           | 22     |
| 5   | Peio Bilbao        | Caja Rural-Seguros RGA       | 16     |
| 6   | Ángel Madrazo      | Caja Rural-Seguros RGA       | 12     |
| 7   | Christophe Laborie | Bretagne-Séché Environnement | 10     |
| 8   | Théo Vimpère       | BigMat-Auber 93              | 8      |
| 9   | Rémy Di Grégorio   | La Pomme Marseille           | 7      |

Etappewedstrijden

 Ster van Bessèges ·
 Ronde van de Middellandse Zee ·
 Ruta del Sol ·
 Ronde van de Algarve ·
 Ronde van de Haut-Var ·
 Driedaagse van West-Vlaanderen ·
 Internationale Wielerweek ·
 Internationaal Wegcriterium ·
 Driedaagse van De Panne-Koksijde ·
 Ronde van de Sarthe ·
 Ronde van Trentino ·
 Ronde van Turkije ·
 Vierdaagse van Duinkerke ·
 Ronde van Azerbeidzjan ·
 Szlakiem Grodów Piastowskich ·
 Ronde van Castilië en León ·
 Ronde van Picardië ·
 Ronde van Noorwegen ·
 World Ports Classic ·
 Ronde van Beieren ·
 Ronde van België ·
 Tour des Fjords ·
 Ronde van Estland ·
 Ronde van Luxemburg ·
 Boucles de la Mayenne ·
 Ster ZLM Toer ·
 Ronde van Slovenië ·
 Route du Sud ·
 Ronde van Oostenrijk ·
 Sibiu Cycling Tour ·
 Ronde van Wallonië ·
 Ronde van Portugal ·
 Ronde van Denemarken ·
 Ronde van de Ain ·
 Ronde van Burgos ·
 Arctic Race of Norway ·
 Ronde van de Limousin ·
 Ronde van Poitou-Charentes ·
 Ronde van Groot-Brittannië ·
 Ronde van Gévaudan Languedoc-Roussillon ·
 Eurométropole Tour
Eendaagse wedstrijden

 GP La Marseillaise ·
 Grote Prijs van de Etruskische Kust ·
 Trofeo Palma ·
 Trofeo Ses Salines ·
 Trofeo Serra de Tramuntana ·
 Trofeo Platja de Muro ·
 Trofeo Laigueglia ·
 Ronde van Murcia ·
 Omloop Het Nieuwsblad ·
 Classic Sud Ardèche ·
 GP Lugano ·
 Clásica de Almería ·
 Kuurne-Brussel-Kuurne ·
 La Drôme Classic ·
 Le Samyn ·
 GP Città di Camaiore ·
 Strade Bianche ·
 Roma Maxima ·
 Ronde van Drenthe ·
 Dwars door Drenthe ·
 Nokere Koerse ·
 GP Nobili Rubinetterie ·
 Handzame Classic ·
 Classic Loire-Atlantique ·
 Grote Prijs van Cholet-Pays de Loire ·
 Dwars door Vlaanderen ·
 Route Adélie de Vitré ·
 Volta Limburg Classic ·
 Grote Prijs Miguel Indurain ·
 Ronde van La Rioja ·
 Scheldeprijs ·
 GP Cerami ·
 Klasika Primavera ·
 Parijs-Camembert ·
 Brabantse Pijl ·
 GP Denain ·
 Ronde van de Finistère ·
 Tro Bro Léon ·
 Ronde van Keulen ·
 La Roue Tourangelle ·
 Rund um den Finanzplatz Eschborn-Frankfurt ·
 Ronde van de Somme ·
 ProRace Berlin ·
 Grote Prijs van Plumelec ·
 Boucles de l'Aulne ·
 Ronde van Zeeland Seaports ·
 GP Kanton Aargau ·
 Ronde van Limburg ·
 Ronde van de Apennijnen ·
 Halle-Ingooigem ·
 Prueba Villafranca de Ordizia ·
 GP Industria & Artigianato-Larciano ·
 Ronde van Toscane ·
 Circuito de Getxo ·
 Polynormande ·
 RideLondon Classic ·
 GP Stad Zottegem ·
 Arnhem-Veenendaal Classic ·
 Châteauroux Classic de l'Indre ·
 Druivenkoers Overijse ·
 Brussels Cycling Classic ·
 GP Fourmies ·
 Ronde van de Doubs ·
 GP Jef Scherens ·
 Coppa Bernocchi ·
 GP van Wallonië ·
 Coppa Agostoni ·
 Ronde van de Drie Valleien ·
 Kampioenschap van Vlaanderen ·
 Grote Prijs Impanis-Van Petegem ·
 Memorial Marco Pantani ·
 GP Industria & Commercio di Prato ·
 GP van Isbergues ·
 Omloop van het Houtland ·
 Duo Normand ·
 Milaan-Turijn ·
 Ronde van het Münsterland ·
 Ronde van de Vendée ·
 Memorial Frank Vandenbroucke ·
 Coppa Sabatini ·
 Parijs-Bourges ·
 Ronde van Emilia ·
 Parijs-Tours ·
 GP Beghelli ·
 Nationale Sluitingsprijs ·
 Chrono des Nations